# Конгар, Хургулек Байыскылановна
Хургулек Байыскылановна Конгар (15 марта 1924 — 6 января 1996) — тувинская советская певица (сопрано), актриса театра, народная артистка РСФСР (1984).

## Биография
Родилась 15 марта 1924 года в селе Бай-Тал (на территории современного Бай-Тайгинского кожууна) Тувинской народной республики. Училась в Кызыл-Мажалыкской школе, жила в интернате. В школе участвовала в художественной самодеятельности, хорошо пела, играла на балалайке. Играла в школьном струнном оркестре.
В 1941 году переехала в Кызыл, где начала учиться в театральной школе-студии. Одни из педагогов были Ростислав Миронович и Анатолий Шатин. Вокалом занималась у хормейстера Сергея Булатова. Исполняла тувинские народные песни, песни советских композиторов. Участвовала в спектаклях, в постановках отрывков опер «Князь Игорь», «Запорожец за Дунаем», «Чио-Чио-Сан».
Когда в 1943 году в Туву приезжал советский писатель Степан Щипачёв, послушав как поёт Хургулек, воскликнул: «Соловей, чистый соловей!». Впоследствии по приезде в Москву написал о ней стихотворение «Не названия тувинских рек…».
Играла в Тувинском национальном музыкально-драматическом театре, который был организован на основе театральной студии. Играла не только в музыкальных, но и в драматических спектаклях.
Умерла 6 января 1996 года в Кызыле, похоронена на городском кладбище.

### Семья
- Муж — Николай Монзуёлович Конгар
- Дочь — Роланда Николаевна Конгар, окончила Институт иностранных языков им. Мориса Тореза в Москве, живёт и работает в Москве.
- Сын— Мерген Николаевич Конгар, был солистом в государственном ансамбле «Саяны», рано ушёл из жизни.
- Сын— Валерий Николаевич Конгар, окончил Омскую высшую школу милиции, работал в Министерстве внутренних дел республики.

## Награды и премии
- Заслуженная артистка РСФСР (15 марта 1961)[1].
- Народная артистка Тувинской АССР.
- Народная артистка РСФСР (1984).
- Орден Трудового Красного Знамени.
- Диплом 2-й степени Всероссийского фестиваля драматических театров, посвящённого 100-летию со дня рождения М. Горького, за исполнение роли Елены в спектакле «Мещане» (1968).

## Работы в театре
- «Тоска» Дж. Пуччини — Тоска
- «Свадьба в Малиновке» — Яринка
- «Запорожец за Дунаем» — Оксана
- «Чечен и Белекмаа» — Дангына
- «Башмачки» — сваха Джихан
- «Аршин мал Алане» — тётушка
- «Козы Карпеш и Баян-Слу» — девушка Баян-Слу
- «Платон Кречет» — Надя
- «Хайыраан-бот» — Уран, Кара, Салбакай
- «Именем революции» Шатрова — жена командира
- «Коварстве и любви» Шиллера — леди Мильфорд
- «Ночи лунного затмения» Мустая Карима — Танкебике
- «Самбажик» — Таданай
- «Гроза» Островского — Катерина
- «Нэркэс» — Зумрад

## Фильмография
- 1989 — Возвращение Ходжи Насреддина — Мамлакат-Кубаро в старости

## Память
- Премия имени Хургулек Конгар в области вокального искусства учреждена в Тыве в 2004 году.